# ويليام كولين (سياسي)
ويليام كولين (بالإنجليزية: William Cullen)‏ هو سياسي أمريكي، ولد في 4 مارس 1826 بمقاطعة دونيجال في جمهورية أيرلندا، وتوفي في 17 يناير 1914 بأوتاوا في الولايات المتحدة. حزبياً، نشط في الحزب الجمهوري. وقد انتخب عضو مجلس النواب الأمريكي.